# Diocophora spiniventris
Diocophora spiniventris är en tvåvingeart som först beskrevs av Borgmeier 1925.  Diocophora spiniventris ingår i släktet Diocophora och familjen puckelflugor. Inga underarter finns listade i Catalogue of Life.